# Tullamore
Tullamore (forma anglicizzata) o Tulach Mhór (in irlandese, lett. "grande collina") è una vasta cittadina dell'Offaly, in Irlanda, situata nella regione delle midlands.
Tullamore è uno dei centri principali per il commercio e l'industria nella regione, ed è rinomata per la sua industria farmaceutica, tra cui le più grandi sono Tyco Healthcare e Boston Scientific.
Nel 2004 è stato fondato il Tullamore Retail Park, che comprende punti vendita quali Tesco, DID electrical, Argos Extra, Burger King e Woodies DIY.
La città è la sede per le Midlands del Health Service Executive e del Midland Regional Hospital, che occupa oltre 1 000 persone. Al momento un nuovo ospedale è in fase di progettazione.
Tullamore fu designata città “gateway” (= punto di incontro tra le diverse contee) alla fine del 2003 dal Governo Irlandese, qualificandola per investimenti infrastrutturali.
Nel 2004 la città insieme alla sua comunità ha ricevuto dal Governo la medaglia di bronzo nella competizione "Città pulite"(Government's National Tidy Towns Competition); ha inoltre ospitato nel 2005 i 'World Sheep Dog Trials',che hanno provocato interesse internazionale nella regione.
Ogni anno nelle vicinanze della città si tiene il Tullamore Show.
Il prodotto maggiormente esportato e famoso è il Tullamore Dew - un Whiskey irlandese precedentemente distillate dalla Tullamore Distillery – le cui prime tracce risalgono al 1829. La distilleria chiuse intorno agli anni cinquanta ma le sue tracce sono ancora visibili all'interno della città.
Oggi il Tullamore Dew è prodotto in Midleton, County Cork, e commercializzato dalla Cantrell & Cochrane.

## Storia
Tullamore fu parte del primo nucleo Inglese della contea di Offaly nel 1570.
Nel 1785 la città fu danneggiata seriamente da un incendio, causato dallo schianto di una mongolfiera, che bruciò oltre 100 case e fece quindi diventare Tullamore la prima città vittima di un incidente aereo.
Ad oggi, lo stemma della città rappresenta una fenice che risorge dalle proprie ceneri.
Il Grand Canal collegò Tullamore con Dublino nel 1798. Durante le guerre napoleoniche, lo scontro tra le truppe della Legione Tedesca del Re e un reggimento della Fanteria leggera britannica (entrambi stazionanti in città) divenne famosa come Battaglia di Tullamore. Tullamore divenne county town (città amministrativa della contea) della Contea di Offaly nel 1835, prendendo il posto di Daingean.

## Monumenti e luoghi d'interesse

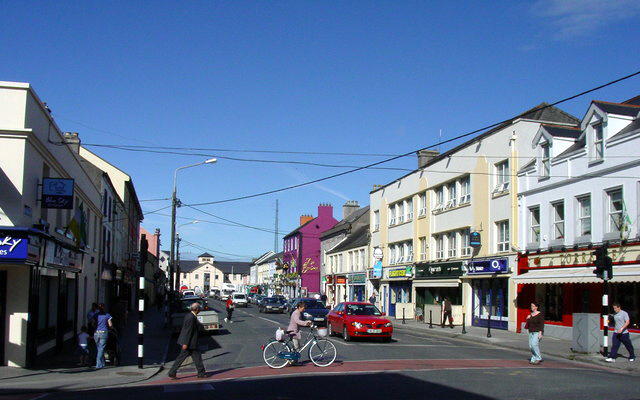
Patrick Street in Tullamore

### Charleville Forest Castle
La tenuta di Charleville si trova ai confini della città. Il castello di Charleville è uno dei più splendidi edifici Gotici; si trova immerso in un parco nel quale si trova il King Oak, una delle più grandi e longeve querce del paese.
Si dice che il castello sia infestato dai fantasmi. In passato, il parco era sede dell'annuale Tullamore Agricultural Show; dopo essere stati costretti ad annullare la mostra per due anni consecutivi causa pioggia, la sede è stata spostata nell'area Blueball, situata a sud della città.

### Slieve Bloom
Tullamore è la zona di partenza ideale per scoprire i rilievi delle Slieve Bloom a sud della Contea. Le montagne di Slieve Bloom hanno numerosi percorsi pedonali e ciclabili, nonché aree panoramiche ed attrezzate per picnic.

### Lough Boora
A sud di Tullamore è situata l'erea boschiva di Lough Boora. Il paesaggio delle torbiere è ricco di flora e fauna. In questi luoghi magnifici si trovano la maggior parte delle sculture naturalistiche d'Irlanda. Gli artisti, ispirati dalla ricchezza del paesaggio, hanno creato una serie di sculture in scala ingrandita che fanno oggi parte della mostra permanente del Parco.

### Durrow
A cinque minuti dalla città si trova la Croce celtica di Durrow. A metà del VI secolo Santa Colomba vi fondò un monastero. Tale monastero è famoso per un manoscritto, scritto nel VII secolo, conosciuto col nome di Book of Durrow.

## Società

### Evoluzione demografica
La popolazione di Tullamore è cresciuta del 28,8% dal 1996 al 2006, passando da 10 029 a 12 927 unità.

## Infrastrutture e trasporti
La stazione ferroviaria di Tullamore, inaugurata il 2 ottobre 1854 è servita dai treni intercity delle tratte Dublino-Galway e Dublino-Westport/Ballina.
- Transport 21
- Platform 11
- National Development Plan

## Festival ed eventi

### Tullamore Phoenix Festival
Questa celebrazione annuale dell'estremo, dell'arte, della cultura e del patrimonio storico fu tenuto per la prima volta nell'agosto 2000.
Il festival celebra la risurrezione della città dopo il disastro avvenuto il 10 maggio 1785 ad opera di una mongolfiera, che causò la distruzione di buona parte della città.
Manifestazioni durante il festival sono: mongolfiere, Sky Diving, concerti all'aperto, artisti di strada, fuochi di artificio e molto altro.

### The Queen of the Land Festival
Questo festival si svolge ogni anno in Tullamore il secondo weekend di novembre.
Si tratta di un concorso di bellezza in cui si cerca la miglior rappresentante della donna irlandese moderna.
Ogni anno circa 25 ragazze tra i 17 e i 35 anni partecipano per essere incoronate reginette. Il festival è organizzato dall'Offaly Macra Na Feirme.
Durante il festival, numerose sono le attività organizzate, specialmente durante le serate.

### Tullamore Show
Questa mostra del bestiame si tiene ogni anno in agosto. Durante gli scorsi anni è cresciuto notevolmente di importanza ed è ora una delle più grandi mostre del paese.
Fu cancellato nel 2007 e 2008 a causa della pioggia, ma è potuto essere celebrato di nuovo nel 2009.

### Fleadh Cheoil
Il Fleadh Ceoil (competizione di musica irlandese) si tenne a Tullamore per la prima volta nell'agosto del 2007.
È stato in programma per il terzo anno consecutivo dal 21 al 23 agosto 2009.